# Jean Quiquampoix
Jean Mario Serge Quiquampoix (ur. 3 listopada 1995 w Paryżu) – francuski strzelec sportowy specjalizujący się w strzelaniu z pistoletu, złoty medalista olimpijski z Tokio, srebrny medalista olimpijski z Rio de Janeiro.

## Igrzyska olimpijskie
W 2016 roku zadebiutował na igrzyskach olimpijskich. W konkurencji pistoletu szybkostrzelnego na dystansie 25 metrów zdobył srebrny medal. Wyprzedził go jedynie Niemiec Christian Reitz.
| Igrzyska | Miejscowość    | Konkurencja                   | Kwalifikacje | Kwalifikacje | Finał | Finał   |
| Igrzyska | Miejscowość    | Konkurencja                   | Wynik        | Pozycja      | Wynik | Pozycja |
| -------- | -------------- | ----------------------------- | ------------ | ------------ | ----- | ------- |
| IO 2016  | Rio de Janeiro | Pistolet szybkostrzelny, 25 m | 586          | 3. Q         | 30    | srebro  |

Na letnich igrzyskach olimpijskich w Tokio, Francuz zdobył złoty medal w konkurencji pistoletu szybkostrzelnego na dystansie 25 metrów. Wywalczył go dzięki wynikowi 34 punktów, jednocześnie wyrównując rekord olimpijski w tej kategorii.

## Odznaczenia
- Chevalier Orderu Legii Honorowej – 2021[3]
- Chevalier Orderu Narodowego Zasługi – 2016[4]